# Arthur Wahl
Arthur C. Wahl (8 de septiembre de 1917 - 6 de marzo de 2006) fue un químico que, como estudiante de doctorado de Glenn T. Seaborg en la Universidad de Berkeley, aisló el elemento químico plutonio por primera vez en febrero de 1941. También trabajó en el grupo de Química del Proyecto Manhattan, que desarrolló la primera bomba atómica.

## Carrera científica

### Inicios
En 1939, Arthur Wahl completó su licenciatura en la Universidad del Estado de Iowa. Para obtener un título de máster se fue a la Universidad de California en Berkeley, donde optó por trabajar con Joseph W. Kennedy y Glenn T. Seaborg, con el objetivo de aislar e identificar el elemento químico 94, más tarde llamado plutonio.

### El descubrimiento del plutonio
Tras el descubrimiento del neptunio por Edwin McMillan y Philip H. Abelson, McMillan propuso al joven Seaborg probar el mismo método para encontrar el elemento 94. Tras la partida de McMillan al MIT, encargado por el Departamento de Guerra del desarrollo del radar, Seaborg continuó el proyecto con su colega Joseph W. Kennedy y el estudiante Arthur Wahl.
Bombardeaban micropartículas en polvo de óxido de uranio con núcleos de deuterio (deuterones) en el ciclotrón de 60 pulgadas, produciendo y separando el neptunio formado. Wahl purificaba el elemento 93 (más tarde llamado Neptunio) obtenido como resultado del bombardeo de uranio con deuterones en un proceso (d, 2n).
238U + 2H → 238Np + 2   1n     (con un período de semidesintegración T1/2 = 2,1 días)
Observaban la radiación emitida por el neptunio-238. Tras diez semanas sin éxito, comprobaron que se producía la desintegración beta de dicho isótopo con formación de plutonio-238: 238Np → 238Pu + β
Con la ayuda de los detectores construidos por Kennedy, se observaba un aumento a largo plazo de la radiactividad alfa. La similitud radioquímica de esta actividad podría deberse a otros procesos por lo que se requería determinar de forma inequívoca el origen de la radiación alfa del elemento 94 (238Pu), si es que se estaba formando. Wahl trató de identificar el elemento 94 llevándolo a un mayor estado de oxidación (+ IV). El 24 de febrero de 1941, al final lo logró, demostrando que la actividad alfa observada en realidad provenía de un nuevo elemento, con T1/2 = 90 años.

### Los años de guerra
En 1942, Wahl fue nombrado doctor, por la identificación del plutonio. La publicación de documentos relativos a su trabajo fue suspendida hasta el final de la Segunda Guerra Mundial. Durante 1943-1946 fue el líder del equipo que investigaba la química del plutonio en el Laboratorio de Los Álamos. Desarrolló la química y los procedimientos de purificación del plutonio, que jugaron un papel importante en el Proyecto Manhattan y fueron utilizados a escala industrial durante la guerra y después durante mucho tiempo.

### Carrera universitaria
Después de la guerra, Arthur Holly Compton contrató a Kennedy como jefe del departamento de química en la Universidad de Washington en St. Louis. La condición de Kennedy para aceptar este puesto fue la contratación de Wahl y otros cuatro miembros (Lindsay Helmholz, David Lipkin, Herb Potratz, Sam Weissman) de Los Alamos. Durante su trabajo de casi 40 años en la Universidad de Washington, unos 35 estudiantes recibieron su título de doctorado. Se dedicó principalmente a la enseñanza de la química inorgánica y, sobre todo, la introducción al trabajo de laboratorio.

### Muerte
En 1991 se trasladó de nuevo a Los Álamos, donde continuó su trabajo hasta el año 2005, cuando publicó su última obra. Le sobrevino la enfermedad de Parkinson. Murió el 6 de marzo de 2006 de neumonía.

## Publicaciones
- Radioactivity applied to chemistry. Arthur C. Wahl, Norman A. Bonner. Wiley, 1951.